# Regierung Hawke IV
Die Regierung Hawke IV regierte Australien vom 4. April 1990 bis zum 20. Dezember 1991. Die Regierung wurde von der Labor Party gestellt.
Bob Hawke war seit dem 3. November 1980 Premierminister einer Regierung der Labor Party. Die Parlamentswahl am 24. März 1990 brachte leichte Verluste der Labor Party, die mit 78 von 148 Sitzen im Repräsentantenhaus ihre Mehrheit verteidigte. Im Senat blieb es bei 32 von 76 Senatoren. Die Laborregierung unter Bob Hawke wurde fortgesetzt. 1990/91 begann in Australien eine Rezession. Paul Keating, stellvertretender Premierminister und Schatzminister, forderte am 3. Juni 1991 den Premierminister heraus, konnte sich beim Labor Caucus – den Parlamentsabgeordneten und Senatoren der Lapor Party – aber nicht durchsetzen und trat daraufhin von seinen Regierungsämtern zurück. Beim zweiten Versuch am 20. Dezember 1991 konnte sich Keating jedoch gegen Hawke durchsetzen, der daraufhin zurücktrat. Keating wurde Premierminister der Laborregierung.

## Ministerliste
| Kabinett                                                                                | Kabinett          | Kabinett                              | Kabinett |
| Amt                                                                                     | Minister          | Amtszeit                              | Bild     |
| --------------------------------------------------------------------------------------- | ----------------- | ------------------------------------- | -------- |
| Premierminister                                                                         | Bob Hawke         | 4. April 1990 – 20. Dezember 1991     |          |
| stellvertretender Premierminister                                                       | Paul Keating      | 4. April 1990 – 3. Juni 1991          |          |
| stellvertretender Premierminister                                                       | Brian Howe        | 3. Juni 1991 – 20. Dezember 1991      |          |
| Schatzminister                                                                          | Paul Keating      | 4. April 1990 – 3. Juni 1991          |          |
| Schatzminister                                                                          | Bob Hawke         | 3. Juni 1991 – 4. Juni 1991           |          |
| Schatzminister                                                                          | John Kerin        | 4. Juni 1991 – 9. Dezember 1991       |          |
| Schatzminister                                                                          | Ralph Willis      | 4. Juni 1991 – 20. Dezember 1991      |          |
| Minister für Industrie, Technologie und Gewerbe                                         | John Button       | 4. April 1990 – 20. Dezember 1991     |          |
| Minister für Äußeres und Handel                                                         | Gareth Evans      | 4. April 1990 – 20. Dezember 1991     |          |
| Finanzminister                                                                          | Ralph Willis      | 4. April 1990 – 9. Dezember 1991      |          |
| Finanzminister                                                                          | Kim Beazley       | 9. Dezember 1991 – 20. Dezember 1991  |          |
| Generalstaatsanwalt                                                                     | Michael Duffy     | 4. April 1990 – 20. Dezember 1991     |          |
| Minister für Arbeit, Bildung und Ausbildung                                             | John Dawkins      | 4. April 1990 – 20. Dezember 1991     |          |
| Minister für Verkehr und Kommunikation                                                  | Kim Beazley       | 4. April 1990 – 9. Dezember 1991      |          |
| Minister für Verkehr und Kommunikation                                                  | John Kerin        | 9. Dezember 1991 – 20. Dezember 1991  |          |
| Vizepräsident des Executive Council                                                     | Kim Beazley       | 4. April 1990 – 1. Dezember 1991      |          |
| Vizepräsident des Executive Council                                                     | Graham Richardson | 1. Dezember 1991 – 20. Dezember 1991  |          |
| Minister für die Grundstoffindustrie und Energie                                        | John Kerin        | 4. April 1990 – 4. Juni 1991          |          |
| Minister für die Grundstoffindustrie und Energie                                        | Simon Crean       | 4. Juni 1991 – 20. Dezember 1991      |          |
| Minister für Community Services und Gesundheit                                          | Brian Howe        | 4. April 1991 – 7. Juni 1991          |          |
| Minister für Gesundheit, Wohnraum und Community Services                                | Brian Howe        | 7. Juni 1991 – 20. Dezember 1991      |          |
| Sozialminister                                                                          | Graham Richardson | 4. April 1990 – 20. Dezember 1991     |          |
| Verteidigungsminister                                                                   | Robert Ray        | 4. April 1990 – 20. Dezember 1991     |          |
| Minister für Einwanderung, kommunale Regierung und ethnische Angelegenheiten            | Gerry Hand        | 4. April 1990 – 20. Dezember 1991     |          |
| Ministerin für Kultur, Sport, Umwelt, Tourismus und Territorien                         | Ros Kelly         | 4. April 1990 – 20. Dezember 1991     |          |
| Minister für industrielle Beziehungen                                                   | Peter Cook        | 4. April 1990 – 20. Dezember 1991     |          |
| Minister für administrative Dienstleistungen                                            | Nick Bolkus       | 4. April 1990 – 20. Dezember 1991     |          |
| Minister für Handelsverträge                                                            | Neal Blewett      | 4. April 1990 – 1. Februar 1991       |          |
| Minister für Handel und Überseeentwicklung                                              | Neal Blewett      | 1. Februar 1991 – 20. Dezember 1991   |          |
|                                                                                         |                   |                                       |          |
| Juniorminister                                                                          |                   |                                       |          |
| Minister für Wissenschaft und Technologie                                               | Simon Crean       | 4. April 1990 – 4. Juni 1991          |          |
| Minister für Wissenschaft und Technologie                                               | Ross Free         | 4. Juni 1991 – 20. Dezember 1991      |          |
| Minister für Kleinunternehmen und Zölle                                                 | David Beddall     | 4. April 1990 – 20. Dezember 1991     |          |
| Minister für Justiz und Verbraucherschutz                                               | Michael Tate      | 4. April 1990 – 20. Dezember 1991     |          |
| Minister für Arbeit und Bildung                                                         | Peter Baldwin     | 4. April 1990 – 7. Mai 1990           |          |
| Minister für Hochschulen und Arbeit                                                     | Peter Baldwin     | 7. Mai 1990 – 20. Dezember 1991       |          |
| Minister für Aborigines                                                                 | Robert Tickner    | 4. April 1990 – 19. Dezember 1991     |          |
| Minister für Aborigines und die Bewohner der Torres Strait Inseln                       | Robert Tickner    | 19. Dezember 1991 – 20. Dezember 1991 |          |
| Minister für Schiffahrt                                                                 | Bob Collins       | 4. April 1990 – 7. Mai 1990           |          |
| Minister für Schiff- und Luftfahrt                                                      | Bob Collins       | 7. Mai 1990 – 20. Dezember 1991       |          |
| Minister für Landverkehr                                                                | Bob Brown         | 4. April 1990 – 20. Dezember 1991     |          |
| Minister für Rohstoffe                                                                  | Alan Griffiths    | 4. April 1990 – 20. Dezember 1991     |          |
| Minister für Wohnraum und Altenfürsorge                                                 | Peter Staples     | 4. April 1990 – 7. Mai 1990           |          |
| Minister für Senioren, Familien und Gesundheitsdienste                                  | Peter Staples     | 7. Mai 1990 – 20. Dezember 1991       |          |
| Minister für Veteranen                                                                  | Ben Humphreys     | 4. April 1990 – 20. Dezember 1991     |          |
| Minister für Rüstungsforschung und -personal                                            | Gordon Bilney     | 4. April 1990 – 20. Dezember 1991     |          |
| Ministerin für kommunale Regierung                                                      | Wendy Fatin       | 4. April 1990 – 20. Dezember 1991     |          |
| Minister für Kultur, Tourismus und Territorien                                          | David Simmons     | 4. April 1990 – 20. Dezember 1991     |          |
|                                                                                         |                   |                                       |          |
| Assistant Minister und parlamentarische Staatssekretäre                                 |                   |                                       |          |
| Assistant Minister für Beziehungen zwischen Commonwealth und Staat beim Premierminister | Paul Keating      | 4. April 1990 – 3. Juni 1991          |          |
| Assistant Minister für Beziehungen zwischen Commonwealth und Staat beim Premierminister | Brian Howe        | 4. Juni 1991 – 20. Dezember 1991      |          |
| Assistant Minister für multikulturelle Angelegenheiten beim Premierminister             | Gerry Hand        | 4. April 1990 – 20. Dezember 1991     |          |
| Assistant Minister für Wissenschaft beim Premierminister                                | Simon Crean       | 4. April 1990 – 4. Juni 1991          |          |
| Assistant Minister für Wissenschaft beim Premierminister                                | Ross Free         | 4. Juni 1991 – 20. Dezember 1991      |          |
| Assistant Minister für soziale Gerechtigkeit beim Premierminister                       | Brian Howe        | 4. April 1990 – 20. Dezember 1991     |          |
| Assistant Minister für die Stellung der Frauen beim Premierminister                     | Wendy Fatin       | 4. April 1990 – 20. Dezember 1991     |          |
| Assistant Minister für den Öffentlichen Dienst beim Premierminister                     | Peter Cook        | 4. April 1990 – 20. Dezember 1991     |          |
| Assistant Minister für Aussöhnung mit den Aborigines beim Premierminister               | Robert Tickner    | 20. Februar 1991 – 20. Dezember 1991  |          |
| Assistant Minister für Nordaustralien mit den Aborigines beim Premierminister           | Bob Collins       | 4. April 1990 – 20. Dezember 1991     |          |
| Assistant Minister im Schatzministerium                                                 | Simon Crean       | 4. April 1990 – 4. Juni 1991          |          |
| Assistant Minister im Schatzministerium                                                 | Ross Free         | 4. Juni 1991 – 20. Dezember 1991      |          |
| Assistant Minister im Ministerium für Industrie, Technologie und Gewerbe                | Neal Blewett      | 4. April 1990 – 20. Dezember 1991     |          |
| Parlamentarischer Staatssekretär beim Premierminister                                   | Ross Free         | 4. April 1990 – 4. Juni 1991          |          |
| Parlamentarischer Staatssekretär beim Premierminister                                   | Roger Price       | 4. Juni 1991 – 20. Dezember 1991      |          |
| Parlamentarischer Staatssekretär im Schatzministerium                                   | Bob McMullan      | 4. April 1990 – 20. Dezember 1991     |          |
| Parlamentarischer Staatssekretär im Ministerium für Verkehr und Kommunikation           | Warren Snowdon    | 4. April 1990 – 20. Dezember 1991     |          |
| Parlamentarischer Staatssekretär im Ministerium für Soziales                            | Con Sciacca       | 4. April 1990 – 1. Februar 1991       |          |